# Calestra
Calestra (también, Chalastra) es una ciudad situada en la unidad periférica de Tesalónica, Grecia. Según el censo de 2011, tiene una población de 7270 habitantes.
Desde la reforma de los gobiernos locales de 2011 es parte del municipio de Delta.
Está situada a unos 20 km al oeste de Salónica, en el lado norte de la carretera nacional 1, cerca del río Vardar y el golfo de Tesalónica.
La mayoría de los habitantes trabajan en la agricultura y en la pequeña industria.

## Historia
Calestra (en griego, Χαλάστρα, Χαλέστρη, Χαλαίστρα,) era conocida como Migdonia en la antigua Macedonia. Pertenecía a los tracios y poseía un puerto. Una gran parte de la población fue absorbida por Tesalónica, tras su fundación por Casandro. Otros nombres que tuvo Calestra fueron Campania y Pirgos.